# Neocybaeina burnetti
Espèce
Neocybaeina burnetti est une espèce d'araignées aranéomorphes de la famille des Cybaeidae.

## Distribution
Cette espèce est endémique d'Oregon aux États-Unis,. Elle se rencontre dans le comté de Curry.

## Description
La carapace de la femelle holotype mesure 1,98 mm de long sur 1,45 mm.

## Systématique et taxinomie
Cette espèce a été décrite par Bennett en 2023.

## Étymologie
Cette espèce est nommée en l'honneur de Chester Arthur Burnett.

## Publication originale
- Bennett, Copley & Copley, 2023 : « Revision of the western Nearctic spider genus Cybaeina including the description of Neocybaeina gen. nov. and Rothaeina gen. nov. (Araneae: Cybaeidae: Cybaeinae). » Zootaxa, no 5318(1), p. 97-120.